# Sharpeville

Sharpeville é um bairro negro construído pelo governo sul-africano da época do apartheid. Fica localizado no sul da província de Gauteng, África do Sul, entre as duas cidades industriais de Vanderbijlpark e Vereeniging. Em 21 de março de 1960, ocorreu nesse bairro o chamado Massacre de Sharpeville, quando a polícia abriu fogo sobre civis negros que protestavam contra as leis do passaporte que eles consideravam discriminatórias. As leis de passaporte restrigiam-lhes o acesso a determinadas áreas e obrigavam-nos a trazer sempre os passes. Neste massacre morreram 69 pessoas e 178 ficaram feridas.